# Графгорст (Німеччина)
Графгорст (нім. Grafhorst) — громада в Німеччині, розташована в землі Нижня Саксонія. Входить до складу району Гельмштедт. Складова частина об'єднання громад Фельпке.
Площа — 9,65 км2. Населення становить 1153 ос. (станом на 31 грудня 2021).